# Saint-Bon-Tarentaise
Saint-Bon-Tarentaise és un municipi de la regió d'Alvèrnia-Roine-Alps, departament de la Savoia. En aquesta població s'hi situa l'estació d'esquí de Courchevel.